# Yeşilköy, Bulancak
Yeşilköy là một xã thuộc huyện Bulancak, tỉnh Giresun, Thổ Nhĩ Kỳ. Dân số thời điểm năm 2011 là 106 người.